# Sporting Clube de Portugal 2014-2015
Questa voce raccoglie le informazioni riguardanti lo Sporting Clube de Portugal nelle competizioni ufficiali della stagione 2014-2015.

## Stagione
La stagione 2014-2015 dello Sporting CP è l'81ª in Primeira Liga. La squadra è allenata dall'ex difensore dell'Estoril Praia Marco Silva, dopo che Leonardo Jardim è passato al Monaco.
Lo Sporting termina il campionato al terzo posto, alle spalle di Benfica e Porto, qualificandosi ai play off della UEFA Champions League 2015-2016.
I biancoverdi vincono la loro 16ª Taça de Portugal, in finale contro il Braga dopo i calci di rigore.
In Taça da Liga il cammino della squadra di Lisbona si ferma al terzo turno, nella fase a gironi.
Il cammino in Champions League si interrompe nella fase a gruppi, dove si classifica terzo ad un solo punto dallo Schalke 04. Di conseguenza prende parte ai sedicesimi di finale di UEFA Europa League e vengono sorteggiati i vice-campioni di Germania del Wolfsburg che si impongono con un risultato complessivo di 2-0.

## Maglie e sponsor
|  | Casa |  | Trasferta |

## Rosa

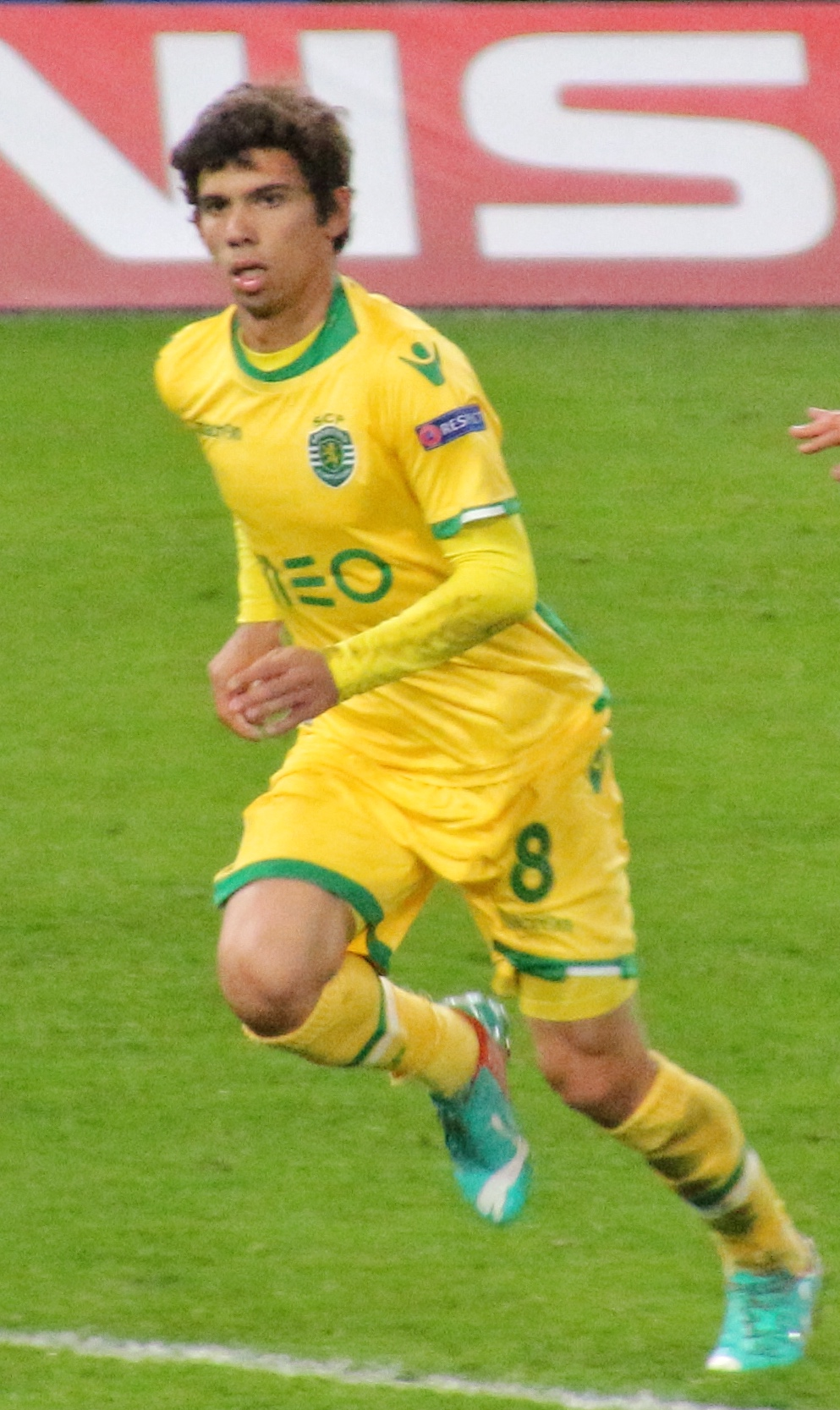
André Martins in un incontro di UEFA Champions League

Rosa aggiornata al 4 giugno 2015.
| N. |                       | Ruolo | Calciatore                    |
| -- | --------------------- | ----- | ----------------------------- |
| 1  | Portogallo (bandiera) | P     | Rui Patrício                  |
| 4  | Brasile (bandiera)    | D     | Jefferson                     |
| 5  | Brasile (bandiera)    | D     | Ewerton                       |
| 8  | Portogallo (bandiera) | C     | João Mário                    |
| 9  | Algeria (bandiera)    | A     | Islam Slimani                 |
| 10 | Colombia (bandiera)   | A     | Fredy Montero                 |
| 11 | Spagna (bandiera)     | C     | Diego Capel                   |
| 14 | Portogallo (bandiera) | C     | William Carvalho              |
| 16 | Portogallo (bandiera) | C     | André Martins                 |
| 18 | Perù (bandiera)       | A     | André Carrillo                |
| 19 | Giappone (bandiera)   | A     | Junya Tanaka                  |
| 20 | Capo Verde (bandiera) | A     | Héldon Ramos                  |
| 22 | Brasile (bandiera)    | P     | Marcelo Boeck (vice-capitano) |

| N. |                       | Ruolo | Calciatore        |
| -- | --------------------- | ----- | ----------------- |
| 23 | Portogallo (bandiera) | C     | Adrien Silva      |
| 24 | Spagna (bandiera)     | C     | Oriol Rosell      |
| 26 | Portogallo (bandiera) | D     | Paulo Oliveira    |
| 27 | Scozia (bandiera)     | C     | Ryan Gauld        |
| 32 | Bulgaria (bandiera)   | C     | Simeon Slavchev   |
| 33 | Argentina (bandiera)  | D     | Jonathan Silva    |
| 36 | Portogallo (bandiera) | A     | Carlos Mané       |
| 41 | Portogallo (bandiera) | D     | Cédric Soares     |
| 55 | Portogallo (bandiera) | D     | Tobias Figueiredo |
| 77 | Portogallo (bandiera) | C     | Nani              |
| 81 | Portogallo (bandiera) | D     | André Geraldes    |
|    | Francia (bandiera)    | A     | Hadi Sacko        |

## Risultati

### Taça de Portugal
| Arbitro: | Manuel de Sousa |

|              |           |                                          |
| Martínez 35’ | Marcatori | 31’ (aut.) Marcano 39’ Nani 83’ Carrillo |

| Arbitro: | Vasco Santos |

|  |           |                                                             |
|  | Marcatori | 32’ João Mário 61’ Capel 68’, 81’ Montero 77’ (rig.) Tanaka |

| Arbitro: | Nuno Almeida |

|                    |           |                                             |
| Talocha 37’, 45+3’ | Marcatori | 34’ (rig.) A. Martins 39’ Oliveira 59’ Mané |

| Arbitro: | Tiago Martins |

|                                                      |           |  |
| Carrillo 34’ João Mário 48’ Oliveira 69’ Montero 75’ | Marcatori |  |

| Arbitro: | Carlos Xistra |

|                         |           |                         |
| L. Aurélio 50’ João 59’ | Marcatori | 55’ Figueiredo 83’ Mané |

| Arbitro: | Hugo Miguel |

|             |           |  |
| Ewerton 85’ | Marcatori |  |

| Arbitro: | Marco Ferreira (Madeira) |

|                           |                      |                          |
| Slimani 84’ Montero 90+3’ | Marcatori            | 16’ (rig.) Éder 25’ Rafa |
| Adrien Nani Slimani       | Tiri di rigore 3 – 1 | Alan A. Pinto Éder Agra  |

## Statistiche

### Statistiche di squadra
| Competizione     | Punti | Totale | Totale | Totale | Totale | Totale | Totale | DR  |
| Competizione     | Punti | G      | V      | N      | P      | Gf     | Gs     | DR  |
| ---------------- | ----- | ------ | ------ | ------ | ------ | ------ | ------ | --- |
| Primeira Liga    | 76    | 34     | 22     | 10     | 2      | 67     | 29     | +38 |
| Taça de Portugal | -     | 7      | 5      | 2      | 0      | 20     | 7      | +13 |
| Taça da Liga     | 7     | 4      | 2      | 1      | 1      | 6      | 4      | +2  |
| Champions League | 7     | 6      | 2      | 1      | 3      | 12     | 12     | 0   |
| Europa League    | -     | 2      | 0      | 1      | 1      | 0      | 2      | -2  |
| Totale           | 90    | 53     | 31     | 15     | 7      | 105    | 54     | +51 |